# Peter Sagan
Peter Sagan (* 26. ledna 1990 Žilina) je slovenský profesionální silniční cyklista působící v UCI Continental týmu Pierre Baguette Cycling. Během své kariéry se stal prvním jezdcem v historii, který vyhrál třikrát v řadě silniční závod na mistrovství světa v silniční cyklistice, konkrétně v letech 2015, 2016 a 2017.

## Kariéra

### Začátky
Na začátku kariéry závodil na horských kolech, které doplňoval rovněž závoděním na silnici a v cyklokrosu. V roce 2008 se stal juniorským mistrem světa a mistrem Evropy na horských kolech a skončil druhý v závodě juniorů mistrovství světa v cyklokrosu. Rovněž skončil druhý v závodech juniorů Paříž–Roubaix.

### Liquigas–Doimo (2010–2014)
V roce 2009 se stal členem stáje Liquigas–Doimo. V prvním roce závodil jak v závodech silničních kol tak na závodech horských kol. Po skvělých výsledcích v závodech na silnici mu Cannondale nabídnul dvouletý profesionální kontrakt v týmu pro ProTour a určil tak jeho další směrování v silniční cyklistice.
V roce 2010, získal svoje první vítězství mezi profesionály, když dojel první ve 3. etapě na závodech Paříž–Nice. Na stejných závodech pak přidal i další etapové vítězství, a další dvě umístění na pódiu - to vše pouze tři měsíce po jeho vstupu do profipelotonu. V roce 2011 se představil na svojí první Grand Tour Vuelta a España 2011, na které vyhrál tři etapy. Na etapových závodech Kolem Polska a Kolem Sardinie se stal celkovým vítězem.
V roce 2012 při svojí premiéře na Tour de France třikrát zvítězil v etapě a vybojoval svůj první zelený trikot s velkým náskokem na druhého Greipela.

### Tinkoff–Saxo (2015–2016)
Po sezóně 2014 skončila stáj Cannondale a Peter Sagan podepsal kontrakt v týmu Tinkoff–Saxo ruského miliardáře Olega Tiňkova.
V roce 2015 vyhrál poprvé silniční závod na mistrovství světa, a to v Richmondu. V roce 2016 vyhrál svůj první monument, a to Kolem Flander. Rovněž obhájil vítězství v silničním závodě na mistrovství světa poté, co v závěru závodu konaného v Kataru přesprintoval 2 bývalé mistry světa – Marka Cavendishe a Toma Boonena. Na olympiádě 2016 v Riu dal před silničním závodem přednost disciplíně cross-country, v níž skončil na 35. místě.

### Bora–Hansgrohe (2017–2021)
Po sezóně 2016 zanikla stáj Tinkoff–Saxo a Peter Sagan přestoupil do stáje Bora–Hansgrohe.
V roce 2017 byl po kolizi s Markem Cavendishem z Tour de France 2017 diskvalifikován. Jeho tým Bora–Hansgrohe se snažil rozhodnutí zvrátit arbitráží a později se obrátil na sportovní arbitrážní soud CAS. UCI uznala, že vyloučení nebylo v souladu s pravidly.
Sagan tak rozhodnutím jury pravděpodobně přišel o možnost vyrovnat rekordní zápis Erika Zabela, který získal zelený dres na Tour de France 6x po sobě.
V Září potřetí v řadě vyhrál silniční závod mistrovství světa v Bergenu. Stal se tak prvním cyklistou, který to dokázal a pouze pátým cyklistou, který získal tři tituly mistra světa v silničním závodě. Rovněž se stal prvním cyklistou, který v jedné sezóně dokázal získat titul evropského i světového mistra.
V roce 2019 získal posedmé zelený trikot na Tour de France, čímž překonal dosavadní rekordní zápis Erika Zabela.
V sezóně 2020 se mu nepodařilo obhájit svůj triumf v bodovací soutěži na Tour de France a připsal si pouze jedno vítězství, a to v 10. etapě Gira d'Italia. V roce 2021 vyhrál 6. etapu závodu Volta a Catalunya a 1. etapu závodu Tour de Romandie. Již druhý rok po sobě se zúčastnil Gira d'Italia, kde se mu i díky vítězství v 10. etapě povedla vyhrát bodovací soutěž. Poprvé se rovněž zúčastnil slovenského etapového závodu Okolo Slovenska, který ovládl celkově.

### Team TotalEnergies (2022–2023)
V srpnu 2021 podepsal Sagan dvouletou smlouvu s UCI ProTeamem TotalEnergies, která vzešla v platnost od sezóny 2022. V týmu ho doplnili jeho týmoví kolegové z Bora–Hansgrohe Maciej Bodnar, Daniel Oss, jeho bratr Juraj, sportovní ředitel Ján Valach, jeho osobní mechanik, trenér a tiskový mluvčí. Sagan získal své první vítězství v tomto týmu na červnovém Tour de Suisse, kde vyhrál třetí etapu. O 12 dní později vyhrál své osmé Mistrovství Slovenska v silničním závodu, když dojel téměř dvě minuty před svým nejbližším konkurentem Lukášem Kubišem. Na Tour de France se mu již druhý rok po sobě nepodařilo proniknout mezi nejlepší trojici ani v jedné ze 21 etap a sezónu zakončil sedmým místem v silničním závodu na Mistrovství světa v Austrálii.
Dne 27. ledna 2023 Sagan oznámil, že na konci sezóny 2023 ukončí silniční cyklistiku a bude se snažit kvalifikovat na Letní olympijské hry 2024. Na mistrovství Slovenska v silničním závodu skončil druhý za Matúšem Štočkem, přestože měl v závěrečném sprintu kolizi s Pavlem Bittnerem. Jeho posledním závodem bylo japonské Le Tour De France Saitama Criterium, na kterém 5. listopadu skončil 3. za Seppem Kussem a vítězným Tadejem Pogačarem.

### Pierre Baguette Cycling (2024)
Poté, co ukončil kariéru silničního cyklisty, byla Saganovi v únoru 2024 diagnostikována anomální tachykardie, srdeční arytmie a akutní bradykardie. Následně podstoupil dvě operace srdce. Poté se vrátil zpět k silniční cyklistice, když podepsal smlouvu s UCI Continental týmem Pierre Baguette Cycling. Na olympiádu se nekvalifikoval a avizoval, že plánuje jezdit už jen pro zábavu.

## Osobní život
Peter Sagan žije v Monaku, kde se svojí exmanželkou Katarínou vychovává svého syna Marlona. Mluví plynně italsky a anglicky.[zdroj⁠?!]. Jeho bratr Juraj Sagan je rovněž profesionální cyklista.

## Hlavní výsledky

### Silniční cyklistika
2006
Národní šampionát
3. místo silniční závod juniorů
2007
Národní šampionát
 vítěz silničního závodu juniorú
Internationale Junioren-Rundfahrt Niedersachsen
 vítěz vrchařské soutěže
Mistrovství světa
4. místo silniční závod juniorů
Internationale 3-Etappen-Rundfahrt
4. místo celkově
vítěz 1. etapy
Trofeo Karlsberg
6. místo celkově
vítěz 4. etapy
Mistrovství Evropy
8. místo silniční závod juniorů
2008
Národní šampionát
 vítěz silničního závodu juniorů
2. místo časovka juniorů
Po Stajerski
 celkový vítěz
 vítěz bodovací soutěže
 vítěz vrchařské soutěže
vítěz etap 1 a 2
Kroz Istru
 celkový vítěz
Trofeo Karlsberg
vítěz etapy 3b
Giro della Lunigiana
vítěz 4. etapy
Course de la Paix Juniors
2. místo celkově
vítěz 4. etapy
2. místo Paříž–Roubaix Juniors
Mistrovství Evropy
8. místo silniční závod juniorů
2009
vítěz Grand Prix Kooperativa
The Paths of King Nikola
2. místo celkově
3. místo Grand Prix Boka
Grand Prix Bradlo
4. místo celkově
4. místo Kolem Vojvodiny II
Dookoła Mazowsza
7. místo celkově
 vítěz bodovací soutěže
 vítěz soutěže mladých jezdců
vítěz etap 2 a 5
9. místo Giro del Belvedere
Mistrovství Evropy
10. místo silniční závod do 23 let
2010
Paříž–Nice
 vítěz bodovací soutěže
vítěz etap 3 a 5
Tour de Romandie
vítěz 1. etapy
2. místo Philadelphia International Championship
2. místo Grand Prix Cycliste de Montréal
2. místo Giro del Veneto
4. místo Giro della Romagna
7. místo GP Ouest–France
Tour of California
8. místo celkově
 vítěz bodovací soutěže
 vítěz soutěže mladých jezdců
vítěz etap 5 a 6
2011
Národní šampionát
 vítěz silničního závodu
Giro di Sardegna
 celkový vítěz
 vítěz bodovací soutěže
vítěz etap 1, 3 a 4
Tour de Pologne
 celkový vítěz
 vítěz bodovací soutěže
vítěz etap 4 a 5
Tour de Suisse
 vítěz bodovací soutěže
vítěz etap 3 a 8
Tour of California
 vítěz bodovací soutěže
vítěz 5. etapy
Vuelta a España
vítěz etap 6, 12 a 21
lídr  po 7. etapě
vítěz Gran Premio Industria e Commercio di Prato
2. místo Philadelphia International Championship
3. místo Classica Sarda
4. místo Gran Premio della Costa Etruschi
2012
Národní šampionát
 vítěz silničního závodu
Tour de France
 vítěz bodovací soutěže
vítěz etap 1, 3 a 6
 cena bojovnosti po 14. etapě
Tour of California
 vítěz bodovací soutěže
vítěz etap 1, 2, 3, 4 a 8
Tour de Suisse
 vítěz bodovací soutěže
vítěz etap 1 (ITT), 3, 4 a 6
Kolem Ománu
 vítěz bodovací soutěže
vítěz 2. etapy
Tirreno–Adriatico
vítěz 4. etapy
Driedaagse van De Panne–Koksijde
vítěz 1. etapy
2. místo Gent–Wevelgem
2. místo Dutch Food Valley Classic
3. místo Amstel Gold Race
4. místo Milán – San Remo
5. místo Kolem Flander
8. místo UCI World Tour
2013
Národní šampionát
 vítěz silničního závodu
vítěz Gent–Wevelgem
vítěz Brabantský šíp
vítěz Gran Premio Città di Camaiore
vítěz Grand Prix Cycliste de Montréal
Tour de France
 vítěz bodovací soutěže
vítěz 7. etapy
Tour de Suisse
 vítěz bodovací soutěže
vítěz etap 3 a 8
USA Pro Cycling Challenge
 vítěz bodovací soutěže
vítěz etap 1, 3, 6 a 7
Tour of Alberta
 vítěz bodovací soutěže
vítěz prologu a etap 1 a 5
Tour of California
 vítěz bodovací soutěže
vítěz etap 3 a 8
Tirreno–Adriatico
vítěz etap 3 a 6
Kolem Ománu
vítěz etap 2 a 3
Driedaagse van De Panne–Koksijde
vítěz 1. etapy
2. místo Strade Bianche
2. místo Milán – San Remo
2. místo E3 Harelbeke
4. místo Kolem Flander
4. místo UCI World Tour
Mistrovství světa
6. místo silniční závod
10. místo Grand Prix Cycliste de Québec
2014
Národní šampionát
 vítěz silničního závodu
vítěz E3 Harelbeke
Tour de France
 vítěz bodovací soutěže
lídr  po etapách 1 – 7
Tirreno–Adriatico
 vítěz bodovací soutěže
vítěz 3. etapy
Tour de Suisse
 vítěz bodovací soutěže
vítěz 3. etapy
Tour of California
 vítěz bodovací soutěže
vítěz 7. etapy
Kolem Ománu
vítěz 4. etapy
Driedaagse van De Panne–Koksijde
vítěz 1. etapy
2. místo Strade Bianche
3. místo Gent–Wevelgem
6. místo Paříž–Roubaix
7. místo Coppa Bernocchi
10. místo Milán – San Remo
2015
Mistrovství světa
 vítěz silničního závodu
Národní šampionát
 vítěz silničního závodu
 vítěz časovky
Tour of California
 celkový vítěz
vítěz etap 4 a 6 (ITT)
Tour de France
 vítěz bodovací soutěže
lídr  po etapách 3 – 9
 cena bojovnosti po etapách 15 a 16
Tirreno–Adriatico
 vítěz bodovací soutěže
vítěz 6. etapy
Tour de Suisse
 vítěz bodovací soutěže
vítěz etap 3 a 6
Vuelta a España
vítěz 3. etapy
lídr  po etapách 4 a 6
4. místo Milán – San Remo
4. místo Kolem Flander
Kolem Kataru
6. místo celkově
 vítěz soutěže mladých jezdců
2016
vítěz UCI World Tour
Mistrovství světa
 vítěz silničního závodu
Mistrovství Evropy
 vítěz silničního závodu
vítěz Kolem Flander
vítěz Gent–Wevelgem
vítěz Grand Prix Cycliste de Québec
Tour de France
 vítěz bodovací soutěže
vítěz etap 2, 11 a 16
lídr  po etapách 2 – 4
 cena bojovnosti po 10. etapě a celková
Tour of California
 vítěz bodovací soutěže
vítěz etap 1 a 4
Tour de Suisse
vítěz etap 2 a 3
Národní šampionát
2. místo silniční závod
Tirreno–Adriatico
2. místo celkově
 vítěz bodovací soutěže
2. místo Omloop Het Nieuwsblad
2. místo E3 Harelbeke
2. místo Grand Prix Cycliste de Montréal
Eneco Tour
3. místo celkově
 vítěz bodovací soutěže
vítěz etap 3 a 4
4. místo Strade Bianche
7. místo Kuurne–Brusel–Kuurne
2017
Mistrovství světa
 vítěz silničního závodu
vítěz Grand Prix Cycliste de Québec
vítěz Kuurne–Brusel–Kuurne
Tirreno–Adriatico
 vítěz bodovací soutěže
vítěz etap 3 a 5
Tour de Suisse
 vítěz bodovací soutěže
vítěz etap 5 a 8
Tour of California
 vítěz bodovací soutěže
vítěz 3. etapy
Tour de Pologne
 vítěz bodovací soutěže
vítěz 1. etapy
Tour de France
vítěz 3. etapy
Národní šampionát
2. místo silniční závod
2. místo Milán – San Remo
2. místo Omloop Het Nieuwsblad
3. místo Gent–Wevelgem
4. místo UCI World Tour
BinckBank Tour
7. místo celkově
 vítěz bodovací soutěže
vítěz etap 1 a 3
9. místo Grand Prix Cycliste de Montréal
2018
Národní šampionát
 vítěz silničního závodu
vítěz Paříž–Roubaix
vítěz Gent–Wevelgem
Tour de France
 vítěz bodovací soutěže
vítěz etap 2, 5 a 13
lídr  po 2. etapě
Tour de Suisse
 vítěz bodovací soutěže
vítěz 2. etapy
Tour Down Under
 vítěz bodovací soutěže
vítěz 4. etapy
4. místo Amstel Gold Race
6. místo Kolem Flander
6. místo Milán – San Remo
8. místo Strade Bianche
10. místo EuroEyes Cyclassics
Vuelta a España
lídr  po 10. etapě
2019
Tour de France
 vítěz bodovací soutěže
vítěz 5. etapy
Tour de Suisse
 vítěz bodovací soutěže
vítěz 3. etapy
Tour of California
vítěz 1. etapy
Tour Down Under
vítěz 3. etapy
2. místo Grand Prix Cycliste de Québec
Národní šampionát
4. místo silniční závod
4. místo Milán – San Remo
Mistrovství světa
5. místo silniční závod
5. místo Paříž–Roubaix
6. místo EuroEyes Cyclassics
2020
Giro d'Italia
vítěz 10. etapy
lídr  po 2. etapě
lídr  po etapách 4 a 5
4. místo Milán – San Remo
4. místo Milán–Turín
Tour de France
lídr  po etapách 3 – 4 a 7 – 9
2021
Národní šampionát
 vítěz silničního závodu
Okolo Slovenska
 celkový vítěz
 vítěz bodovací soutěže
Giro d'Italia
 vítěz bodovací soutěže
vítěz 10. etapy
Tour de Romandie
vítěz 1. etapy
Volta a Catalunya
vítěz 6. etapy
4. místo Milán – San Remo
2022
Tour de Suisse
vítěz 3. etapy
5. místo Milán–Turín

#### Kritéria
2011
2. místo Criterium de Alcobendas
2012
vítěz Criterium Aalst
vítěz Profronde van Lommel
vítěz Internationaal Criterium Bavikhove
2. místo Profronde Stiphout
2. místo Profronde van Surhuisterveen
2. místo Antwerpen Derny Rennen
2. místo Oslo Grand Prix
3. místo Tourcriterium Ninove
3. místo Gouden Pijl
2013
2. místo Saitama Critérium by le Tour de France
2014
2. místo Tour de France Saitama Critérium
2015
vítěz Criterium Aalst
vítěz Profronde van Surhuisterveen
2. místo Profronde van Lommel
2016
vítěz Tour de France Saitama Critérium
2017
3. místo Down Under Classic
2018
vítěz Down Under Classic
vítěz Tour de France Shanghai Criterium
vítěz Criterium Aalst
vítěz Criterium Roeselare
vítěz Criterium Herentals
2019
2. místo Down Under Classic
3. místo Profronde Etten-Leur

#### Výsledky na Grand Tours
| Grand Tour      | 2010 | 2011 | 2012 | 2013 | 2014 | 2015 | 2016 | 2017 | 2018 | 2019 | 2020 | 2021 |
| --------------- | ---- | ---- | ---- | ---- | ---- | ---- | ---- | ---- | ---- | ---- | ---- | ---- |
| Giro d'Italia   | —    | —    | —    | —    | —    | —    | —    | —    | —    | —    | 92   | 117  |
| Tour de France  | —    | —    | 42   | 82   | 60   | 46   | 95   | DSQ  | 71   | 82   | 84   | DNF  |
| Vuelta a España | —    | 121  | —    | —    | DNF  | DNF  | —    | —    | 119  | —    | —    | —    |

#### Výsledky na klasikách
| Monument                        | 2010                                   | 2011                                   | 2012                                   | 2013                                   | 2014                                   | 2015                                   | 2016                                   | 2017                                   | 2018                                   | 2019                                   | 2020                                   | 2021                                   |
| ------------------------------- | -------------------------------------- | -------------------------------------- | -------------------------------------- | -------------------------------------- | -------------------------------------- | -------------------------------------- | -------------------------------------- | -------------------------------------- | -------------------------------------- | -------------------------------------- | -------------------------------------- | -------------------------------------- |
| Milán – San Remo                | —                                      | 17                                     | 4                                      | 2                                      | 10                                     | 4                                      | 12                                     | 2                                      | 6                                      | 4                                      | 4                                      | 4                                      |
| Kolem Flander                   | —                                      | DNF                                    | 5                                      | 2                                      | 16                                     | 4                                      | 1                                      | 27                                     | 6                                      | 11                                     | —                                      | 15                                     |
| Paříž–Roubaix                   | DNF                                    | 86                                     | —                                      | —                                      | 6                                      | 23                                     | 11                                     | 38                                     | 1                                      | 5                                      | NS                                     | 55                                     |
| Lutych–Bastogne–Lutych          | Nikdy se nezúčastnil během své kariéry | Nikdy se nezúčastnil během své kariéry | Nikdy se nezúčastnil během své kariéry | Nikdy se nezúčastnil během své kariéry | Nikdy se nezúčastnil během své kariéry | Nikdy se nezúčastnil během své kariéry | Nikdy se nezúčastnil během své kariéry | Nikdy se nezúčastnil během své kariéry | Nikdy se nezúčastnil během své kariéry | Nikdy se nezúčastnil během své kariéry | Nikdy se nezúčastnil během své kariéry | Nikdy se nezúčastnil během své kariéry |
| Giro di Lombardia               | DNF                                    | —                                      | —                                      | DNF                                    | —                                      | —                                      | —                                      | —                                      | —                                      | —                                      | —                                      |                                        |
| Klasika                         | 2010                                   | 2011                                   | 2012                                   | 2013                                   | 2014                                   | 2015                                   | 2016                                   | 2017                                   | 2018                                   | 2019                                   | 2020                                   | 2021                                   |
| Omloop Het Nieuwsblad           | 66                                     | —                                      | —                                      | —                                      | —                                      | —                                      | 2                                      | 2                                      | —                                      | —                                      | —                                      | —                                      |
| Kuurne–Brusel–Kuurne            | DNF                                    | —                                      | —                                      | NS                                     | —                                      | —                                      | 7                                      | 1                                      | —                                      | —                                      | —                                      | —                                      |
| Strade Bianche                  | —                                      | —                                      | 26                                     | 2                                      | 2                                      | 31                                     | 4                                      | DNF                                    | 8                                      | —                                      | DNF                                    | —                                      |
| E3 Harelbeke                    | —                                      | —                                      | 14                                     | 2                                      | 1                                      | 30                                     | 2                                      | 108                                    | 26                                     | 17                                     | NS                                     | —                                      |
| Gent–Wevelgem                   | —                                      | 49                                     | 2                                      | 1                                      | 3                                      | 10                                     | 1                                      | 3                                      | 1                                      | 32                                     | —                                      | —                                      |
| Scheldeprijs                    | —                                      | —                                      | —                                      | —                                      | 70                                     | 72                                     | DNF                                    | DNF                                    | —                                      | —                                      | —                                      | —                                      |
| Brabantský šíp                  | —                                      | —                                      | DNF                                    | 1                                      | —                                      | —                                      | —                                      | —                                      | —                                      | —                                      | —                                      | —                                      |
| Amstel Gold Race                | —                                      | 97                                     | 3                                      | 36                                     | —                                      | —                                      | —                                      | —                                      | 4                                      | DNF                                    | NS                                     | —                                      |
| Valonský šíp                    | —                                      | —                                      | —                                      | 12                                     | —                                      | —                                      | —                                      | —                                      | —                                      | DNF                                    | —                                      | —                                      |
| Clásica de San Sebastián        | —                                      | —                                      | —                                      | —                                      | DNF                                    | —                                      | —                                      | —                                      | —                                      | —                                      | NS                                     | —                                      |
| Hamburg Cyclassics              | 79                                     | —                                      | 14                                     | —                                      | —                                      | —                                      | —                                      | —                                      | 10                                     | 6                                      | NS                                     |                                        |
| Bretagne Classic                | 7                                      | —                                      | DNF                                    | —                                      | —                                      | —                                      | DNF                                    | —                                      | —                                      | —                                      | —                                      |                                        |
| Grand Prix Cycliste de Québec   | 19                                     | —                                      | 26                                     | 10                                     | —                                      | —                                      | 1                                      | 1                                      | —                                      | 2                                      | Nejelo se                              | Nejelo se                              |
| Grand Prix Cycliste de Montréal | 2                                      | —                                      | 12                                     | 1                                      | —                                      | —                                      | 2                                      | 9                                      | —                                      | 18                                     | Nejelo se                              | Nejelo se                              |

#### Výsledky na šampionátech
| Akce               | Akce           | 2009              | 2010              | 2011              | 2012              | 2013              | 2014              | 2015              | 2016 | 2017      | 2018      | 2019      | 2020      | 2021      |
| ------------------ | -------------- | ----------------- | ----------------- | ----------------- | ----------------- | ----------------- | ----------------- | ----------------- | ---- | --------- | --------- | --------- | --------- | --------- |
| Olympijské hry     | Silniční závod | Nejelo se         | Nejelo se         | Nejelo se         | 34                | Nejelo se         | Nejelo se         | Nejelo se         | —    | Nejelo se | Nejelo se | Nejelo se | Nejelo se | —         |
| Olympijské hry     | Cross-country  | Nejelo se         | Nejelo se         | Nejelo se         | —                 | Nejelo se         | Nejelo se         | Nejelo se         | 35   | Nejelo se | Nejelo se | Nejelo se | Nejelo se | —         |
| Mistrovství světa  | Týmová časovka | Nejelo se         | Nejelo se         | Nejelo se         | 4                 | 7                 | 9                 | 27                | —    | —         | —         | Nejelo se | Nejelo se | Nejelo se |
| Mistrovství světa  | Silniční závod | —                 | DNF               | 12                | 14                | 6                 | 43                | 1                 | 1    | 1         | DNF       | 5         | —         |           |
| Mistrovství Evropy | Silniční závod | Závod neexistoval | Závod neexistoval | Závod neexistoval | Závod neexistoval | Závod neexistoval | Závod neexistoval | Závod neexistoval | 1    | —         | DNF       | —         | —         |           |
| Národní šampionát  | Časovka        | —                 | —                 | —                 | —                 | —                 | —                 | 1                 | —    | —         | —         | —         | —         | —         |
| Národní šampionát  | Silniční závod | 10                | —                 | 1                 | 1                 | 1                 | 1                 | 1                 | 2    | 2         | 1         | 4         | —         | 1         |

## Seznam vítězných etap na Tour de France
| Etapa       | Start a cíl                                | Délka    | Typ etapy       | Datum             |
| ----------- | ------------------------------------------ | -------- | --------------- | ----------------- |
| etapa č. 1. | Lutych – Seraing                           | 198 km   | Rovinatá etapa  | 1. července 2012  |
| etapa č. 3. | Orchies – Boulogne-sur-Mer                 | 197 km   | Zvlněná etapa   | 3. července 2012  |
| etapa č. 6. | Épernay – Mety                             | 207,5 km | Rovinatá etapa  | 6. července 2012  |
| etapa č. 7. | Montpellier – Albi                         | 205 km   | Kopcovitá etapa | 5. července 2013  |
| etapa č. 2  | Saint-Lô – Cherbourg-Octeville             | 183 km   | Kopcovitá etapa | 3. července 2016  |
| etapa č. 11 | Carcassonne – Montpellier                  | 162,5 km | Rovinatá etapa  | 13. července 2016 |
| etapa č. 16 | Moirans-en-Montagne – Bern                 | 209 km   | Rovinatá etapa  | 18. července 2016 |
| etapa č. 3  | Verviers (Belgie) – Longwy                 | 202 km   | Zvlněná etapa   | 3. července 2017  |
| etapa č. 2  | Mouilleron-Saint-German - La Roche-sur-Yon | 182,5 km | Rovinatá etapa  | 8. července 2018  |
| etapa č. 5  | Lorient -Quimper                           | 204,5 km | Kopcovitá etapa | 11. července 2018 |
| etapa č. 13 | Le Bourg-d'Oisans - Valence                | 169,5 km | Rovinatá etapa  | 20. července 2018 |
| etapa č. 5  | Saint-Dié-des-Vosges – Colmar              | 175,5 km | Kopcovitá etapa | 10. července 2019 |